# Ciglitazone
Ciglitazone (INN) là một thiazolidinedione. Được phát triển bởi Dược phẩm Takeda vào đầu những năm 1980, nó được coi là hợp chất nguyên mẫu cho lớp thiazolidinedione.
Ciglitazone không bao giờ được sử dụng như một loại thuốc, nhưng nó gây ra sự quan tâm đến tác dụng của thiazolidinediones. Một số chất tương tự sau đó đã được phát triển, một số trong đó có thể sử dụng như pioglitazone và troglitazone cho thị trường.
Ciglitazone làm giảm đáng kể việc sản xuất VEGF bởi các tế bào granulosa ở người trong một nghiên cứu in vitro và có khả năng được sử dụng trong hội chứng quá kích buồng trứng. Ciglitazone là một phối tử PPARγ mạnh và chọn lọc. Nó liên kết với miền liên kết phối tử PPARγ với EC50 là 3.0. Ciglitazone hoạt động in vivo như một chất chống tăng đường huyết trong mô hình ob/ob murine. Ức chế sự biệt hóa và tạo mạch của HUVEC và cũng kích thích quá trình tạo mỡ và làm giảm quá trình tạo xương trong tế bào gốc trung mô của người.